# Zoran Primorac
Zoran Primorac, hrvaški namizni tenisač, * 10. maj 1969, Zadar, SFRJ.
Je dvakratni zmagovalec svetovnega pokala in eden od le treh namiznoteniških igralcev, ki so nastopili na sedmih olimpijskih igrah. Njegova najvišja uvrstitev na svetovnih lestvicah ITTF je bila drugo mesto leta 1998.